# Annick Lanoë
Annick Lanoë est une réalisatrice et scénariste française.

## Biographie
Annick Lanoë a été la directrice du cinéma La Pagode, à Paris, avant de réaliser plusieurs courts métrages.
Son premier long métrage, Les Nanas, est sorti en 1985.

## Filmographie
- 1985 : Les Nanas
- 1992 : Les Mamies